# Chase Headley
Pour les articles homonymes, voir Headley.
Chase Jordan Headley (né le 9 mai 1984 à Fountain, Colorado, États-Unis) est un ancien joueur de troisième but de la Ligue majeure de baseball. 

## Carrière

### Padres de San Diego
Chase Headley est un choix de deuxième ronde des Padres de San Diego en 2005. 
Dans les ligues mineures, il gravit rapidement les échelons. En 2006, avec le Storm de Lake Elsinore de la California League, il affiche une moyenne au bâton de ,291 avec 73 points produits, ce qui lui vaut une promotion dans le niveau Double-A l'année suivante.
En 2007, il frappe pour ,330 avec les Missions de San Antonio de la Ligue du Texas, frappant 20 circuits et produisant 78 points. Ces performances lui valent un bref rappel dans les majeures : le 15 juin 2007, il dispute son premier match avec les Padres de San Diego de la Ligue nationale. En huit matchs pour le grand club, il en profite pour frapper son premier coup sûr dans les majeures, contre Scott Williamson des Orioles de Baltimore le 19 juin.
Il est nommé joueur par excellence de la Ligue du Texas en 2007. 
Headley partage la saison 2008 entre le niveau Triple-A (les Beavers de Portland de la Ligue de la côte du Pacifique) et les majeures. Il maintient une moyenne au bâton de ,269 en 91 parties pour les Padres, claquant 9 circuits et produisant 38 points. Il frappe sa première longue balle le 18 juin au Yankee Stadium face à Kyle Farnsworth des Yankees de New York.
En 2009, le frappeur ambidextre dispute une première saison complète en MLB : en 156 parties pour San Diego, il frappe pour ,262 avec 12 circuits et 64 points produits.
Employé par les Padres comme voltigeur de gauche en 2008 et 2009, Chase Headley hérite du poste de joueur de troisième but des Padres dès le début de la saison 2010.

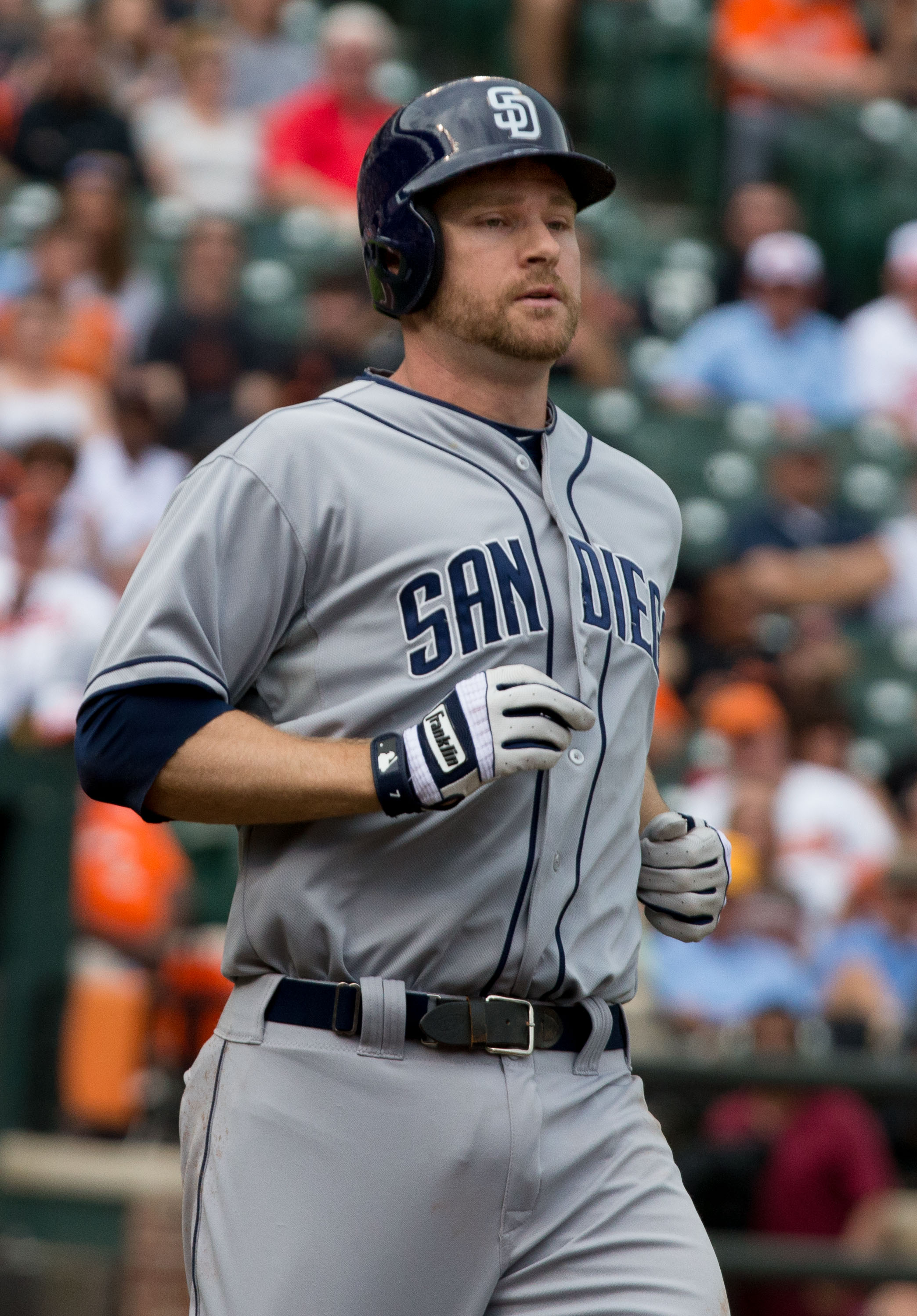
Headley en 2013 avec San Diego.

Il frappe 11 circuits et produit 58 points, en plus de réussir un sommet en carrière de 17 vols de buts pour les Padres en 2010.
En 2011, Headley est le meneur des Padres dans plusieurs catégories offensives : la moyenne au bâton (,289), la moyenne de présence sur les buts (,374), la moyenne de puissance (,399) et les doubles (28). Il réussit 4 circuits, produit 44 points et vole 13 buts.
Avec 33 coups sûrs, 10 circuits, 20 points marqués, 31 points produits et une moyenne au bâton de ,306 en août 2012, Chase Headley est nommé joueur du mois dans la Ligue nationale. Il est le premier joueur des Padres à recevoir cet honneur depuis Tony Gwynn en mai 1997. Avec 9 circuits, 30 points produits, une moyenne au bâton de ,324 et une moyenne de présence sur les buts de ,410 en septembre, Headley est une fois de plus nommé joueur du mois, un honneur qu'aucun joueur des Padres n'avait reçu deux mois de suite depuis Ken Caminiti en 1996. Headley termine premier de la Ligue nationale en 2012 avec 115 points produits. Il claque 31 circuits en 161 parties. Il termine la saison, sa meilleure en carrière, avec 173 coups sûrs, dont 31 doubles et 31 circuits. Ses 115 points produits sont un sommet dans la Ligue nationale. L'un des meilleurs joueurs de la ligue cette année-là, il termine 5e au vote désignant le joueur par excellence de la saison. Il reçoit le Bâton d'argent du meilleur joueur de troisième but offensif de la Nationale et le Gant doré du meilleur troisième but défensif.
Malheureusement, Headley, qui apparaît comme l'avenir de la franchise des Padres en 2012, ne peut répéter les performances de cette excellente saison. Ses statistiques offensives déclinent dès 2013, où il ne frappe que pour ,250 avec 130 coups sûrs, 13 circuits et 50 points produits en 141 matchs joués. Sa moyenne de puissance chute de ,498 à ,400. Il est aussi ennuyé par une hernie discale. Après 77 matchs joués pour San Diego en 2014, il montre une moyenne au bâton de ,229, un pourcentage de présence sur les buts de ,296 et une moyenne de puissance de ,355. Les Padres renoncent à la prolongation de contrat qu'ils envisageaient d'offrir à leur ancien joueur étoile, qui est destiné au marché des agents libres au terme de la saison 2014.

### Yankees de New York
Le 22 juillet 2014, les Padres de San Diego cèdent Chase Headley aux Yankees de New York et leur offrent une somme d'un million de dollars, pour recevoir en échange le joueur de troisième but Yangervis Solarte et le lanceur droitier des ligues mineures Rafael de Paula. Il joue mieux dans les semaines suivant l'échange avec 6 circuits et une moyenne au bâton de ,262 en 58 matchs des Yankees. Headley termine la saison 2014 avec 13 circuits, 49 points produits et une moyenne de ,243 en 135 matchs joués pour San Diego et New York.
Agent libre au terme de la saison 2014, Headley signe le 15 décembre suivant un contrat de 4 saisons avec les Yankees.